# Port de pêche artisanale de Cotonou
 (août 2020).
Le Port de pêche artisanale de Cotonou est un port de pêche béninois qui est un espace aménagé en 1972 à Cotonou pour faciliter le débarquement des pirogues. D’une superficie de 14.800 m2 ,  il est une infrastructure d’unité publique sous la tutelle du ministère chargé de l’agriculture et de la pêche.

## Localisation
Il est situé dans la darse du côté Est du port de pêche industrielle. Il est limité au nord par l’avenue Jean-Paul 2, au sud par l’océan Atlantique, à l’Est par une jetée dénommée quai C, et à l’Ouest par la voie donnant accès à la halle des marées de Cotonou.

## Infrastructures
L'infrastructure est vétuste et est constitué principalement de:
- Un bâtiment administratif de cinq bureaux  abritant une chambre froide et une fabrique de glace,
- une aire de pesée des produits de la pêche,
- un local de réparation de moteurs hors-bord,
- un quai de débarquement et un slipway pour la mise au sec des pirogues.
- d’un hangar, d’un foyer des femmes, et d’une chambre froide fonctionnelle jusqu’en 2011.

## Activités

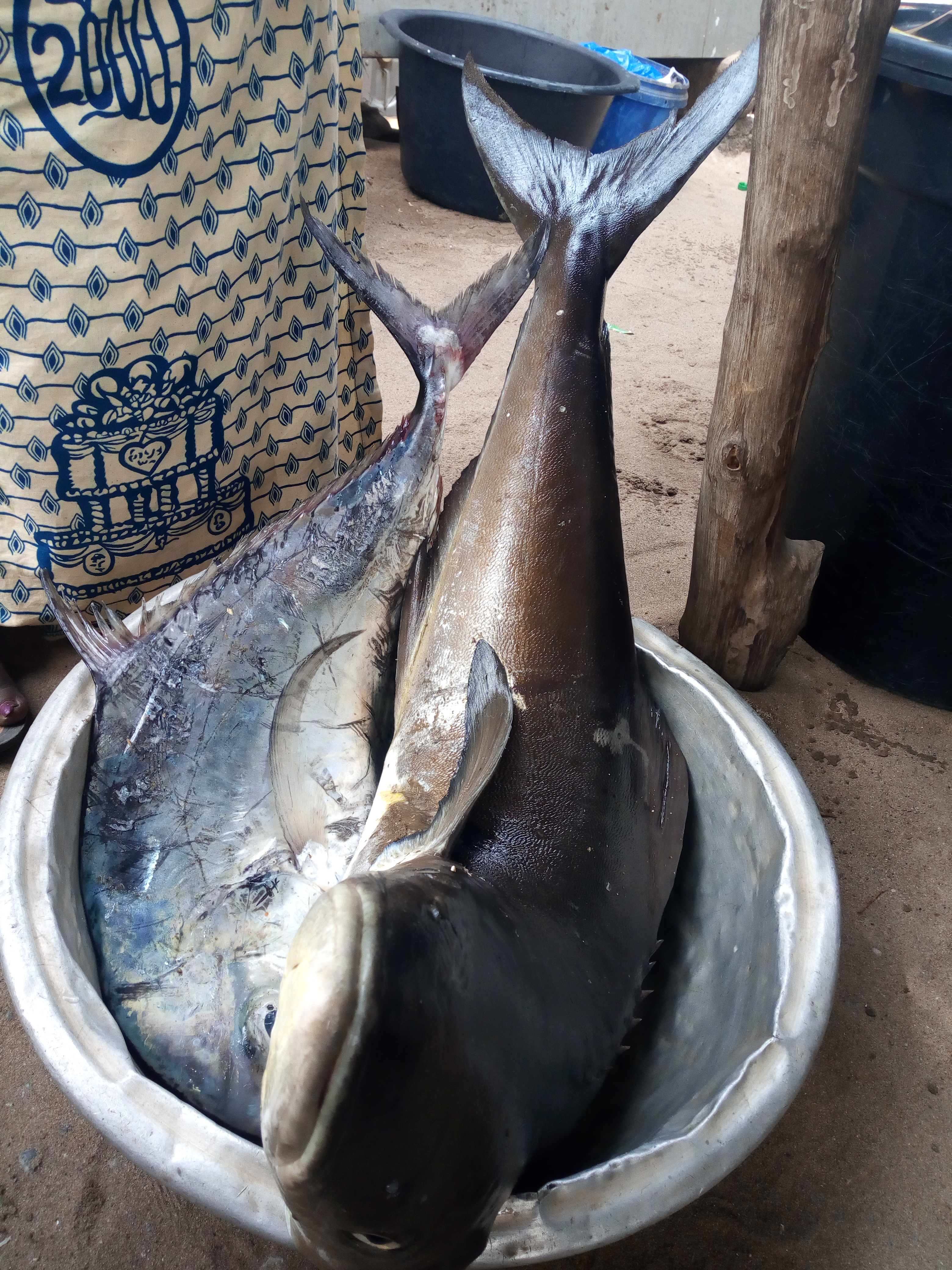
Poisson de mer à vendre au port de pêche à Cotonou au Bénin

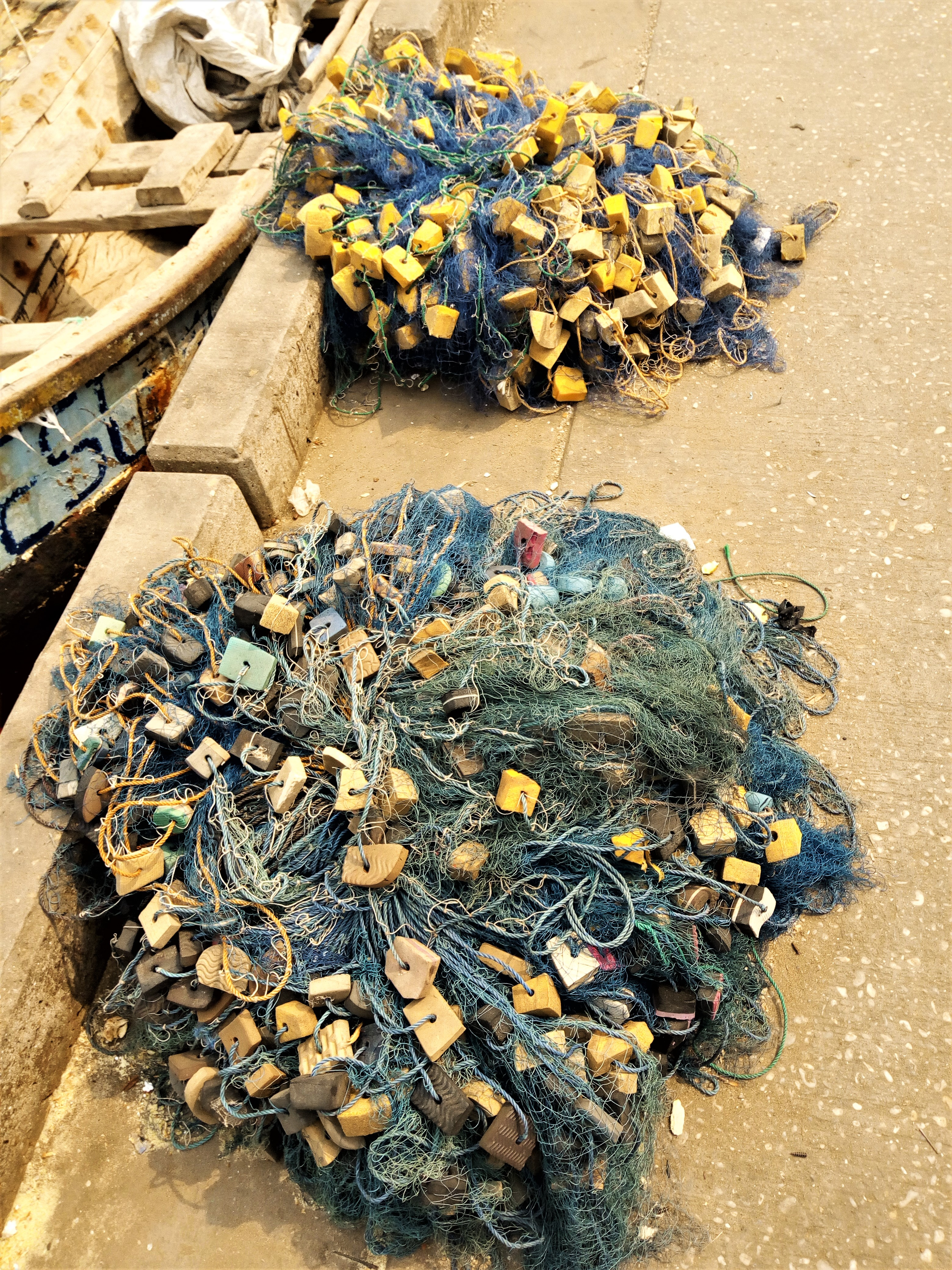
Deux filets flottants de pêche au port de pêche de Cotonou au Bénin 2020

La plupart des consommateurs de produits halieutiques y viennent pour se procurer de ces produits et aussi pour la commercialisation.

## Project d’aménagement
En 2005 et 2007 dans le cadre du projet d’aménagement du port de pêche artisanale de Cotonou et le projet de construction de foyer de la femme du port de pêche de Cotonou bénéficie d’un financement[Quoi ?] dans le cadre de la coopération entre le Bénin et le Japon par l’Agence japonaise de coopération internationale (Jica).
Dans le cadre de l’amélioration de l’efficacité des activités des femmes, un soutien financier complémentaire d’environ 200 millions de FCFA pour avril et mai 2020 est annoncé par le Japon à travers son ambassadeur extraordinaire et plénipotentiaire le Bénin[pas clair], Kiyofumi Konishi.